# パパとマチルダ
『パパとマチルダ』（原題：A Simple Twist of Fate）は、1994年制作のアメリカ合衆国のコメディ映画。ジョージ・エリオット原作の小説「サイラス・マーナー」の映画化。スティーヴ・マーティン主演・脚本・製作総指揮。日本では劇場未公開。

## あらすじ
家具職人のマイケルは、最愛の妻に裏切られて心に深い傷を負って人間嫌いとなり、金貨の収集にしか生きがいを見出せなくなっていた。
ある大雪の夜、マイケルは歩くのもやっとの小さな女の子と出会う。彼女は母親を亡くしたばかりで、ほかに身寄りのない身であった。彼女を不憫に思ったマイケルは彼女を引き取り、養女として育てることを決意、マチルダと名付けて一緒に暮らし始める。
マイケルはマチルダに精一杯の愛情を注ぎ、そのおかげでマチルダはすくすくと成長していく。2人はいつしか実の父娘のような関係を築いていった。
しかしある日突然、2人の前にマチルダの実の父親だという富豪の男が現われ、彼女を連れて行ってしまう。マチルダを取り戻したいマイケルは、産みの親と育ての親のどちらに親の権利があるのかを問うべく、親権裁判を起こす。

## キャスト
※括弧内は日本語吹替（VHS・Disney+配信版。DVDには吹替未収録。）
- マイケル・マッキャン：スティーヴ・マーティン（富山敬）
- ジョン・ニューランド：ガブリエル・バーン（石塚運昇）
- エイプリル・サイモン：キャサリン・オハラ（駒塚由衣）
- マチルダ・マッキャン：アラナ・オースティン（坂本真綾）
- ナンシー・ニューランド：ローラ・リニー（田中敦子）
- タニー・ニューランド：スティーヴン・ボールドウィン（堀内賢雄）
- ブライス：マイケル・デ・バレス
- キーティング：バイロン・ジェニングス（田原アルノ）
- アン・ヘッシュ（クレジットなし）